# Trichopteryx costaestrigata
Trichopteryx costaestrigata là một loài bướm đêm trong họ Geometridae.